# 邦聯議會 (德意志邦聯)
邦聯議會（德語：Bundestag），正式名稱为邦聯集會 （德語：Bundesversammlung），是一個位於法蘭克福的權力機構。它由德意志邦聯的眾多會員國與獨立組織所組成。它的決議會變成邦聯法案。這個組織最早從1815年維也納會議後形成，一直持續運作到1866年德意志邦聯根據布拉格條約解散。
該議會的主席由奧地利帝國擔任，而副主席由普魯士王國擔任。這個單位沒有執行權，只有諮商與協調的功能。其中最主要的功能是依據維也納會議精神，保護有主權個別國家的獨立，並鎮壓新政治與社會力量。
在普魯士王國在普奧戰爭佔領議會所在地法蘭克福自由市後，議會遷移到奧古斯堡舉行。搬遷後的議會只在1866年8月24日舉辦最後一次會議後，就因為德意志邦聯的瓦解而解散。

## 另请参阅
- 德意志1848年革命
- 聯邦議會 (德意志帝國)